# Kuwait Open (9-Ball)
Die Kuwait Open (offiziell: Kuwait Open 9-Ball Championship) waren ein Poolbillardturnier in der Disziplin 9-Ball, das zumindest 2016 in Kuwait ausgetragen wurde.

## Geschichte
Im März 2016 gab der Poolbillard-Weltverband WPA bekannt, dass ab 2016 mit den Kuwait Open ein Weltranglistenturnier in Kuwait ausgetragen wird. Die erste Austragung fand vom 24. Oktober bis 5. November 2016 im al-Ardhiya Youth Center in Kuwait statt. Es lässt sich zudem eine Ankündigung für eine Ausgabe im Jahr 2017 finden, von der reellen Durchführung sind aber keine Informationen bekannt. Auch für die Existenz weiterer Ausgaben lassen sich keine Belege finden.

## Die Turniere im Überblick
| Jahr | Austragungsort | Sieger      | Ergebnis | Finalist       | Halbfinalisten |
| ---- | -------------- | ----------- | -------- | -------------- | -------------- |
| 2016 | Kuwait         | Jayson Shaw | 13:10    | Chang Jung-Lin | Ko Pin-yi      |
| 2016 | Kuwait         | Jayson Shaw | 13:10    | Chang Jung-Lin | Dang Jinhu     |